# Модань шкайхть
Модань шкайхть (мокша), Модань пазт (эрзя) — хтонические боги — божества земли и подземного мира. К ним принадлежат Масторава, Комлява, Паксява, Ведява, Идемевсь, Модапаз, Стакапаз, Пурьгинепаз, Ёндолпаз. Они рождаются на земле, но связаны с небом, солнцем. В мифах Пурьгинепаз родился на земле с помощью Ветра, затем был взят на небо и стал покровительствовать полевым работам, прокладывать русла рек. Он взял в жёны работящую Сыржу и унёс её на небо. Божества Нишкепаз и Пурьгинепаз у мордвы считались «модань содамо» — зятьями, женихами земли и воды.
Хтонические божества имеют чёрный (земной) облик и солярную (солнечную) природу. В поздней традиции этими качествами были наделены герои эпоса (Андямо, Тюштян, Литова), животные. Они связаны со светом и тьмой, теплом и холодом, верхом и низом, сменой природных, календарных циклов. От них зависят жизнь и смерть в космосе, природе и обществе людей. Пурьгинепаз убивал людей, а затем забирал тех, кого любил. В левой руке он держал град, в правой — дождь. В произведениях фольклора младшая дочь, убитая старшими, оживала в образе дерева или растения после того, как её закапывали в землю. В пещеру прятался от врагов и Тюштян, чтобы появиться в новом качестве. Такие же представления были свойственны древним грекам и другим народам. В верованиях мордвы хтоническим богам принято было приносить в жертву животных чёрной масти.